# Az eladott menyasszony

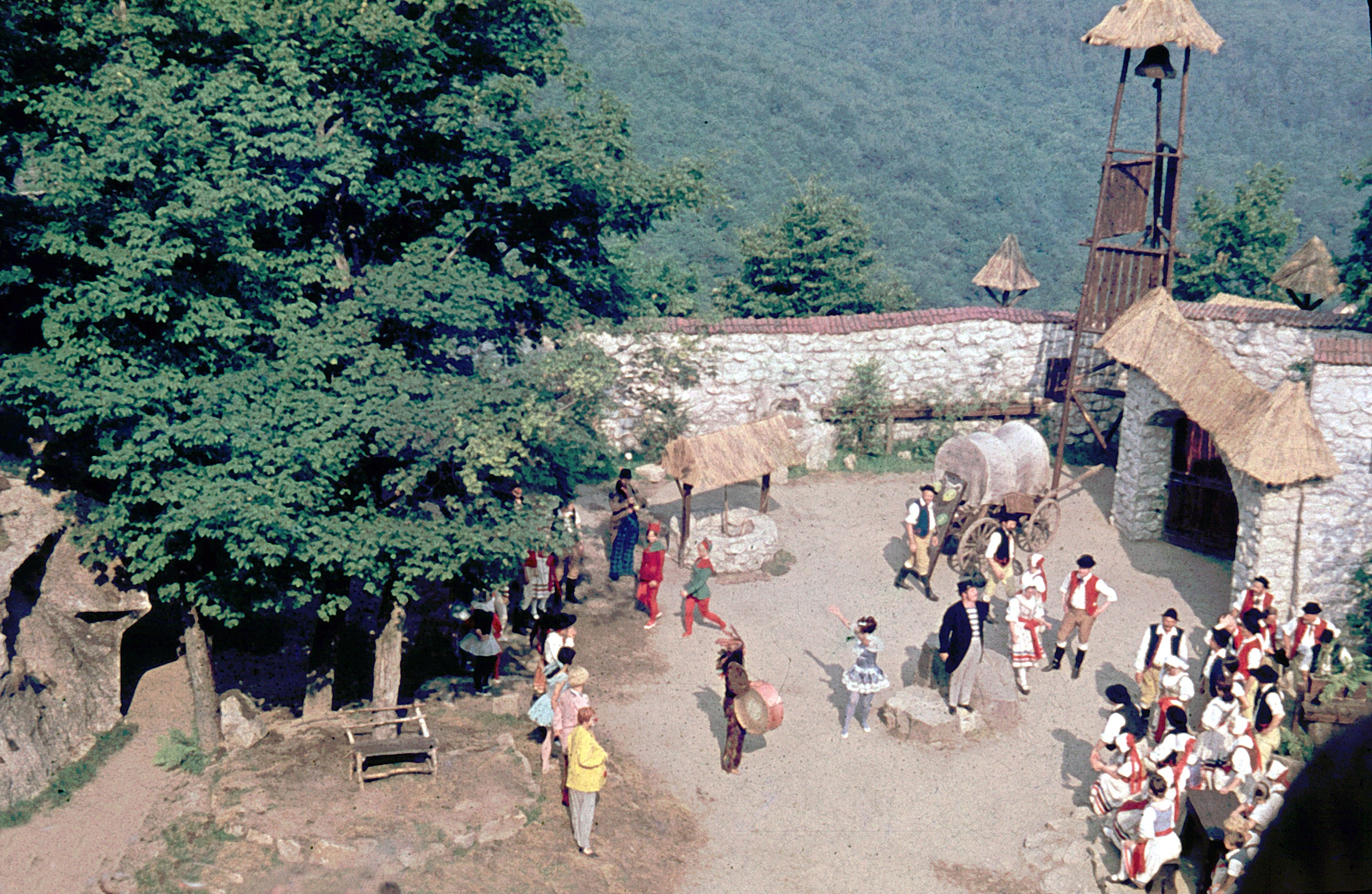
A vígopera szabadtéri előadása a thalei Hegyi Színházban (1968)

Az eladott menyasszony (csehül Prodaná nevěsta) Bedřich Smetana második operája. A librettót Karel Sabina írta. 
Az ősváltozat bemutatója – kétfelvonásos daljátékként (zpěvohra) – 1866. május 30-án volt a prágai Ideiglenes Színházban. A negyedik, végleges verzió premierje – háromfelvonásos vígoperaként – 1870. szeptember 25-én volt. Magyarországon a Magyar Királyi Operaház mutatta be 1893. szeptember 21-én.
Az eladott menyasszony tulajdonképpen már nem az enyém. Nemzetem oly gazdagon megfizetett érte szeretetével, hogy nincs többé jogom hozzá.

## Szereplők
- Krušina, paraszt (bariton)
- Ludmila, a felesége (szoprán)
- Mařenka, a lányuk (szoprán)
- Mícha, telkes gazda (basszus)
- Háta, a felesége (alt)
- Vašek, a fiuk (tenor)
- Jeník, Mícha fia első házasságából (tenor)
- Kecal, falusi házasságközvetítő (basszus)
- Cirkuszigazgató (tenor)
- Esmeralda, táncosnő (szoprán)
- Indiánnak öltözött komédiás (basszus)
- Első falusi fiú (próza, gyermekszereplő)
- Második falusi fiú (próza, gyermekszereplő)

Falusiak (vegyeskar), cirkuszosok (balettkar)

## Cselekmény
Hely: egy cseh falu
Idő: napjainkban [=1866]

### Első felvonás

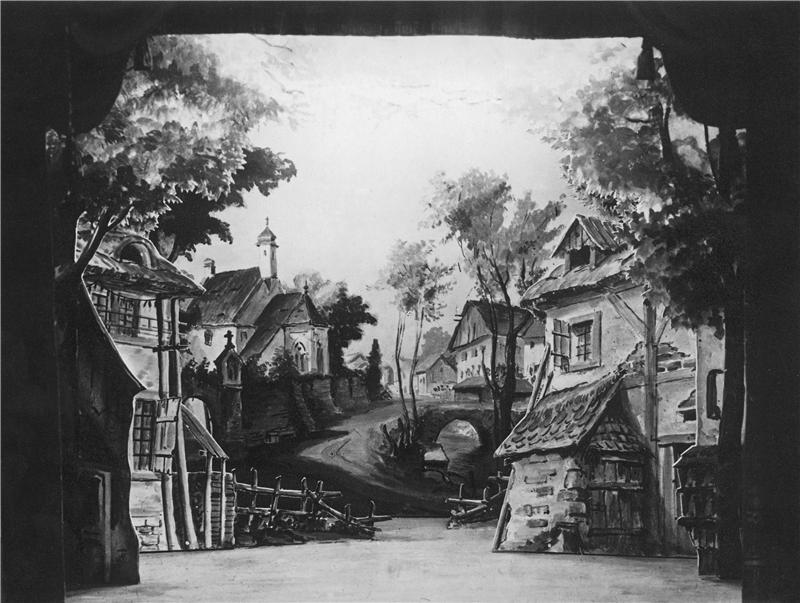
Az I. felvonás diszlete a Prágai Nemzeti Színház 1883-as előadásához

Szín: Templomtér. Egyik oldalon kocsma. Búcsú.
A falusiak legszebb ruhájukba öltözve vidám dallal, tánccal ünneplik a templom védőszentjének ünnepét. Csak egyetlen ember szomorú: Mařenka. Szerelme, a szegény Jeník faggatja bánata okáról. A lány elmondja, hogy ma mutatják be neki a Kecal által a szomszéd faluban talált gazdag vőlegényt, Vašeket, akihez a szüleik által aláírt szerződés szerint feleségül kell mennie. Jeník döbbenten hall a tudta nélkül tervezett nászról. Megnyugtatja szerelmét, hogy hűségükkel minden nehézséget legyőznek. Amikor Kecalt látják Krušináékkal közeledni, elfutnak.
A házasságszerző már násznagynak kiöltözve emlékezteti a szülőket a szerződésre. Igyekszik szóáradatával lehengerelni őket, sorolja a vőlegény állítólagos jó tulajdonságait. Mařenka jelenik meg újra a téren. Mindenkit meglepve bevallja, hogy régóta van már választottja. Kecal lobogtatja a szerződést, de a lány közli, mivel az aláírásakor nem tudott róla, az érvénytelen, és dühösen elszalad. Krušina a beígért vőlegényt reklamálja a házasságszerzőnél, aki azt mondja, ő olyan szégyellős, hogy nőkkel nem mer beszélni.
A falu lakói megindulnak a kocsma felé. Az idősebbek asztalhoz ülnek, az ifjúság még egy polkát táncol a szabadban.

### Második felvonás
Szín: A kocsmában. Jeník és a legények az egyik oldalon az asztalok köré telepedve söröznek. Kecal a másik oldalon ül egy asztalnál.

### Harmadik felvonás
Szín: A templomtér mint az első felvonásban.

## Zene

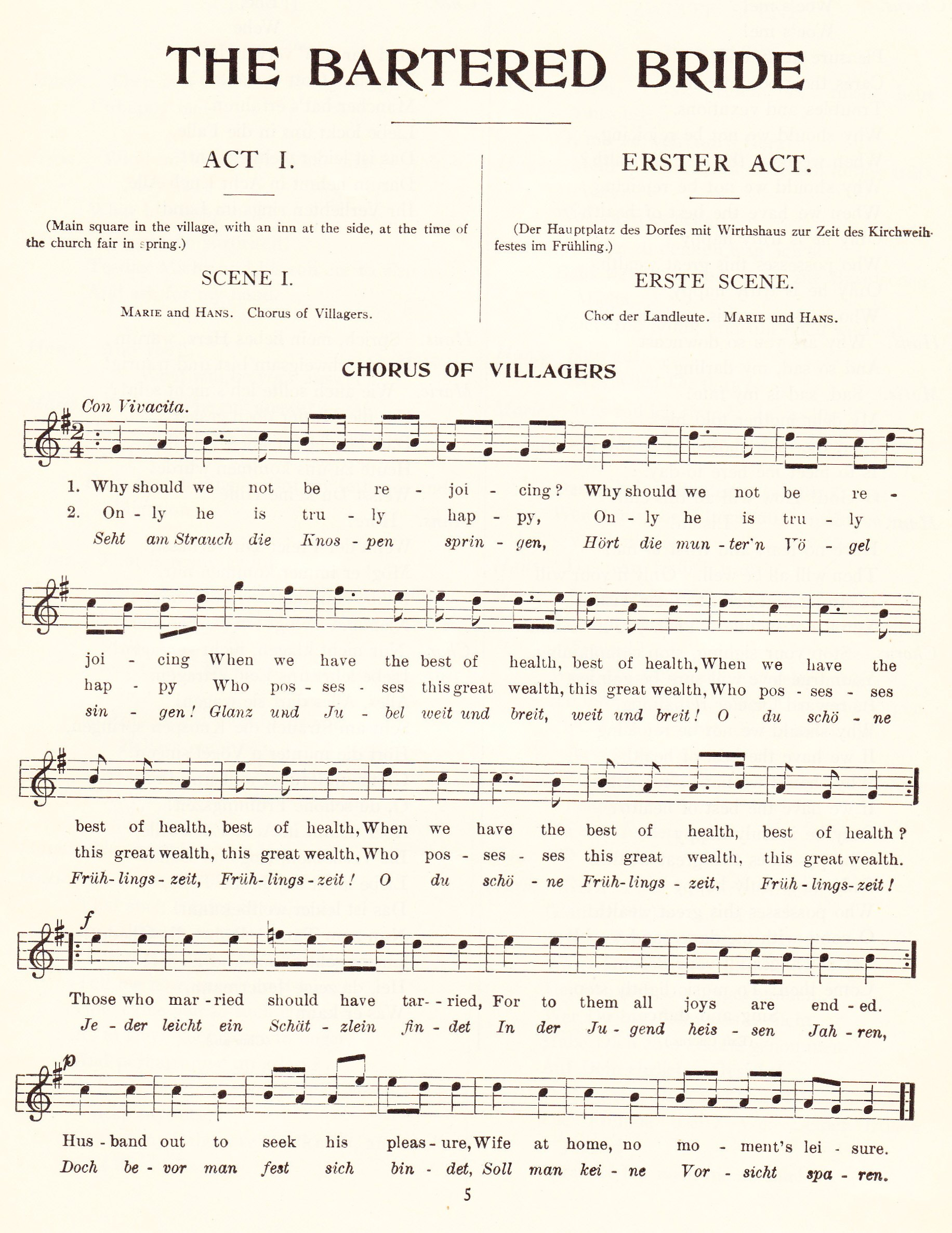
A nyitó kórus angol és német szöveggel egy 1909-es kiadásban.

| Szám                                | Szerepek                                                       | Zeneszámok (cseh)                         | Zeneszámok (magyar) (Blum Tamás) |
| ----------------------------------- | -------------------------------------------------------------- | ----------------------------------------- | -------------------------------- |
| Ouverture                           | zenekar                                                        |                                           |                                  |
| Első felvonás ÅbningsKórus          | Falusi emberek                                                 | Proc bychom se netěšili                   | Élet, élet, boldog élet          |
| Ária                                | Mařenka                                                        | Kdybych se co takového                    |                                  |
| Kettős                              | Marzsenka és Jeník                                             | Jako matka požehnáním ... Verne milování  |                                  |
| Trio                                | Ludmila, Kruzsina, Kecal                                       | Jak Vám pravím, rude kmotře               |                                  |
| Trio                                | Ludmila, Kruzsina, Kecal                                       | Mladík slušný                             |                                  |
| Kvartet                             | Ludmila, Kruzsina, Kecal, Marzsenka                            | Tu ji máme                                |                                  |
| Tánc: Polka                         | Kórus és zenekar                                               | Pojd' sem, holka, toč se, holka           | Lányok, lányok, gyertek sorba    |
| Második felvonás Kórus és szólisták | Kórus, Kecal, Jeník                                            | Til pivečko                               | Nincs jobb ital a sörnél         |
| Tánc: Furiant                       | zenekar                                                        |                                           |                                  |
| Ária                                | Vašek                                                          | Má ma-ma Matička                          | Ki... ki... kis fiúkám           |
| Kettős                              | Mařenka és Vašek                                               | Známť já jednu dívčinu                    |                                  |
| Kettős                              | Kecal és Jeník                                                 | Nuže, Milij chasníku, znám jednu dívku    |                                  |
| Ária                                | Jeník                                                          | Až uzříš; Jak možna věřit                 |                                  |
| Ensemble                            | Kecal, Jeník, Krušina, Kórus                                   | Pojďte lidičky                            |                                  |
| Harmadik felvonás Aria              | Vašek                                                          | To-til mi v hlavě le-leži                 | Az szomorítja lel... lelkem      |
| Komikernes march                    | zenekar                                                        |                                           |                                  |
| Tánc: Skočná                        | zenekar                                                        |                                           |                                  |
| Kettős                              | Esmeralda, cirkuszigazgató                                     | Milostné zvířátko                         |                                  |
| Kvartet                             | Hata, Mícha, Kecal, Vasek                                      | Aj! Jakže? Jakže?                         |                                  |
| Ensemble                            | Mařenka, Kruzsina, Kecal, Ludmila, Hata, Mícha, Vasek          | Ne, ne, tomu nevěřím                      |                                  |
| Sekstet                             | Ludmila, Kruzsina, Kecal, Mařenka, Háta, Mícha                 | Rozmmysli si, Mařenko                     |                                  |
| Ária                                | Mařenka                                                        | Ó, jaký zal ... Ti lásky sen              | Ó, mennyi baj és szenvedés       |
| Kettős                              | Jeník és Mařenka                                               | Mařenko má!                               | Másenka, várj!                   |
| Trio                                | Jeník, Mařenka, Kecal                                          | Utiš se, dívko                            |                                  |
| Ensemble                            | Chorus, Mařenka, Jeník, Hata, Mícha, Kecal, Ludmila, Kruzsina, | Jak jsi se, Mařenko rozmyslila?           |                                  |
| Finale                              | Alle és Kórus                                                  | Pomněte, kmotře ... Dobra vec se podařila |                                  |

## Megfilmesítések
- 1932: Die verkaufte Braut; rendező: Max Ophüls
- 1960: Die verkaufte Braut, rendező: Kurt Wilhelm
- 1976: Prodaná nevěsta; rendező: Václav Kaslík
- 1981: Prodaná nevěsta; rendező: František Filip
- 1982: Die verkaufte Braut; rendező: Otto Schenk

## Fordítás
- Ez a szócikk részben vagy egészben  a   Die verkaufte Braut című német Wikipédia-szócikk fordításán alapul.  Az eredeti cikk szerkesztőit annak laptörténete sorolja fel. Ez a jelzés csupán a megfogalmazás eredetét és a szerzői jogokat jelzi, nem szolgál a cikkben szereplő információk forrásmegjelöléseként.
- Ez a szócikk részben vagy egészben  a   Den solgte brud című dán Wikipédia-szócikk fordításán alapul.  Az eredeti cikk szerkesztőit annak laptörténete sorolja fel. Ez a jelzés csupán a megfogalmazás eredetét és a szerzői jogokat jelzi, nem szolgál a cikkben szereplő információk forrásmegjelöléseként.